# Emma Stone

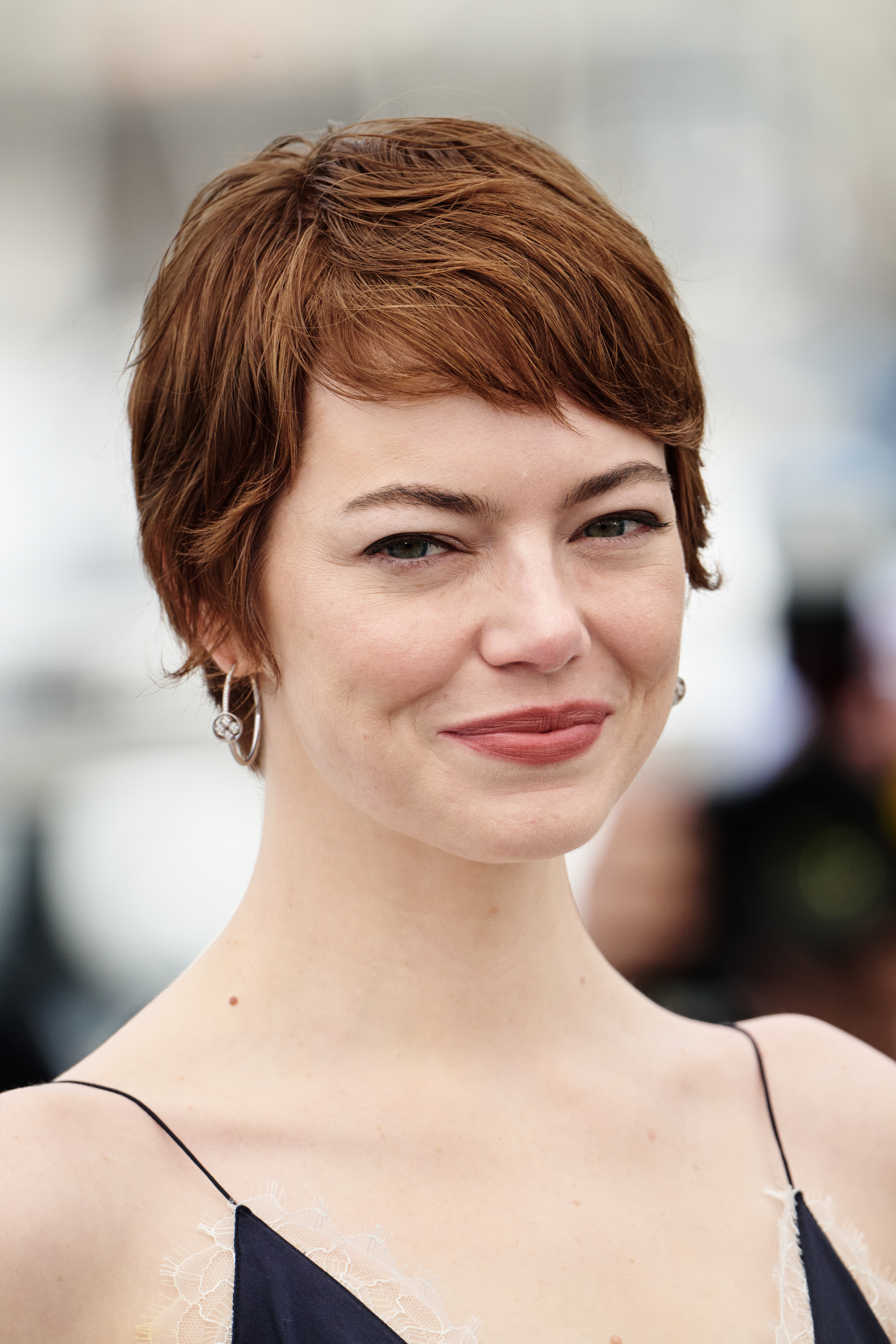
Emma Stone (2025)

Emily Jean „Emma“ Stone (* 6. November 1988 in Scottsdale, Arizona) ist eine US-amerikanische Schauspielerin und Filmproduzentin. Für ihre Darstellungen in den Filmen La La Land und Poor Things wurde sie 2017 und 2024 mit jeweils einem Oscar und einem Golden Globe als beste Hauptdarstellerin ausgezeichnet.

## Leben
Stone wurde 1988 in Scottsdale im US-Bundesstaat Arizona geboren. Ihre Großeltern väterlicherseits waren aus Schweden in die Vereinigten Staaten eingewandert. Deren Familienname Sten wurde von der Einwanderungsbehörde auf Ellis Island in Stone geändert. Die Vorfahren ihrer Mutter stammen von der Ostküste der Vereinigten Staaten und sind überwiegend deutscher Herkunft.
Bis zur sechsten Klasse ging sie in Scottsdale zur Schule. Danach wurde sie zwei Jahre lang zu Hause unterrichtet. Anschließend besuchte sie für ein Semester eine katholische Highschool, bevor sie ihre Eltern davon überzeugen konnte, mit ihr nach Kalifornien zu ziehen, um eine Schauspielkarriere zu beginnen. 2004 siedelte sie mit ihrer Mutter nach Los Angeles um.
Bei der Registrierung zur Screen Actors Guild wählte sie den Vornamen Emma, als sie bemerkte, dass der Name Emily Stone bereits vergeben war. Ihre tiefe, heisere Stimme rührt daher, dass sie als Baby Koliken hatte, wodurch sie im Säuglingsalter an dauerhaften Schreiattacken litt, die zu Stimmlippenknötchen führten. Von Mitte 2011 bis Ende 2015 war sie mit ihrem Schauspielkollegen Andrew Garfield liiert. Seit 2017 ist sie mit dem Fernsehregisseur Dave McCary liiert. 2020 heirateten die beiden und wurden im März 2021 Eltern einer Tochter.

## Karriere

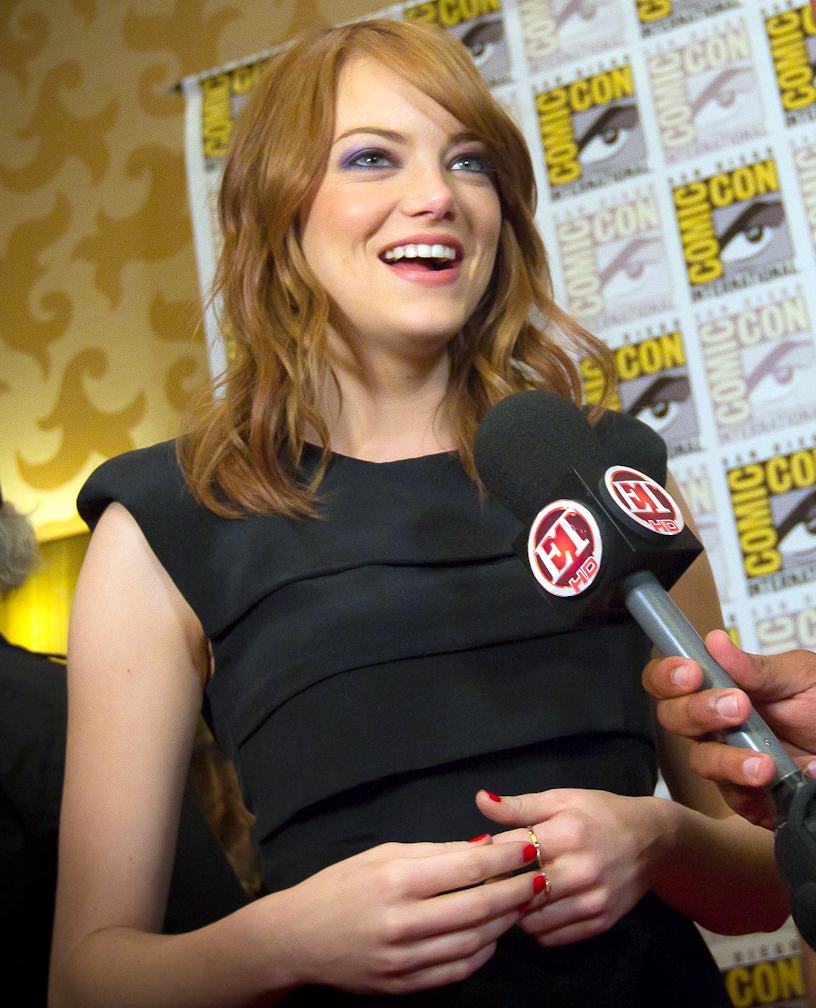
Emma Stone (2011)

Während ihrer Hausunterrichtszeit spielte sie in verschiedenen Theaterstücken im Valley Youth Theatre in Phoenix mit. Im Jahr ihres Umzugs nach L.A. gewann Stone die Rolle der Laurie Partridge bei der Castingshow In Search of the New Partridge Family. Sie gab mit dieser Rolle ihr Fernsehdebüt in dem 2005 erschienenen Pilotfilm The New Partridge Family, dem jedoch keine Serie folgte. Anschließend hatte sie Gastrollen in Fernsehserien wie Medium – Nichts bleibt verborgen (2005), Hotel Zack & Cody (2006) und Malcolm mittendrin (2006). Nach einer wiederkehrenden Rolle in der Serie Drive (2007) gab sie 2007 ihr Kinodebüt als Jules in der Komödie Superbad neben Jonah Hill und Michael Cera, für das sie mit einem Young Hollywood Award ausgezeichnet wurde.
2008 spielte sie die Rolle der Amelia in The Rocker – Voll der (S)Hit, wofür sie Bass spielen lernte. Im selben Jahr war sie in House Bunny zu sehen und nahm für den Film das Lied I Know What Boys Like auf, eine Coverversion des Stücks von The Waitresses. In der Liebeskomödie Der Womanizer – Die Nacht der Ex-Freundinnen spielte sie 2009 an der Seite von Matthew McConaughey und Jennifer Garner. Im gleichen Jahr hatte sie in der Horrorkomödie Zombieland eine Rolle neben Jesse Eisenberg und war dem Independentfilm Paper Man – Zeit erwachsen zu werden zusammen mit Jeff Daniels und Ryan Reynolds zu sehen. Im selben Jahr zog sie von Los Angeles nach Greenwich Village in New York City.
2010 lieh sie in dem Trickfilm Marmaduke der Figur Mazie ihre Stimme. Ihren Durchbruch hatte sie im selben Jahr mit der Komödie Einfach zu haben. Stone spielt darin ihre erste Hauptrolle und wurde für ihre Leistung bei den Golden Globe Awards in der Kategorie Beste Schauspielerin – Musical oder Komödie nominiert. 2010 drehte sie auch die Filme Crazy, Stupid, Love mit Steve Carell und Julianne Moore sowie The Help, eine Adaption von Kathryn Stocketts gleichnamigen Bestseller, für die sie mehrere Auszeichnungen, u. a. bei den MTV Movie Awards und People’s Choice Award, erhielt. 2012 spielte Stone die Rolle der Gwen Stacy im Film The Amazing Spider-Man, einer Neuverfilmung der Spider-Man-Comics. Im Videospiel Sleeping Dogs hatte sie eine Synchronsprechrolle.

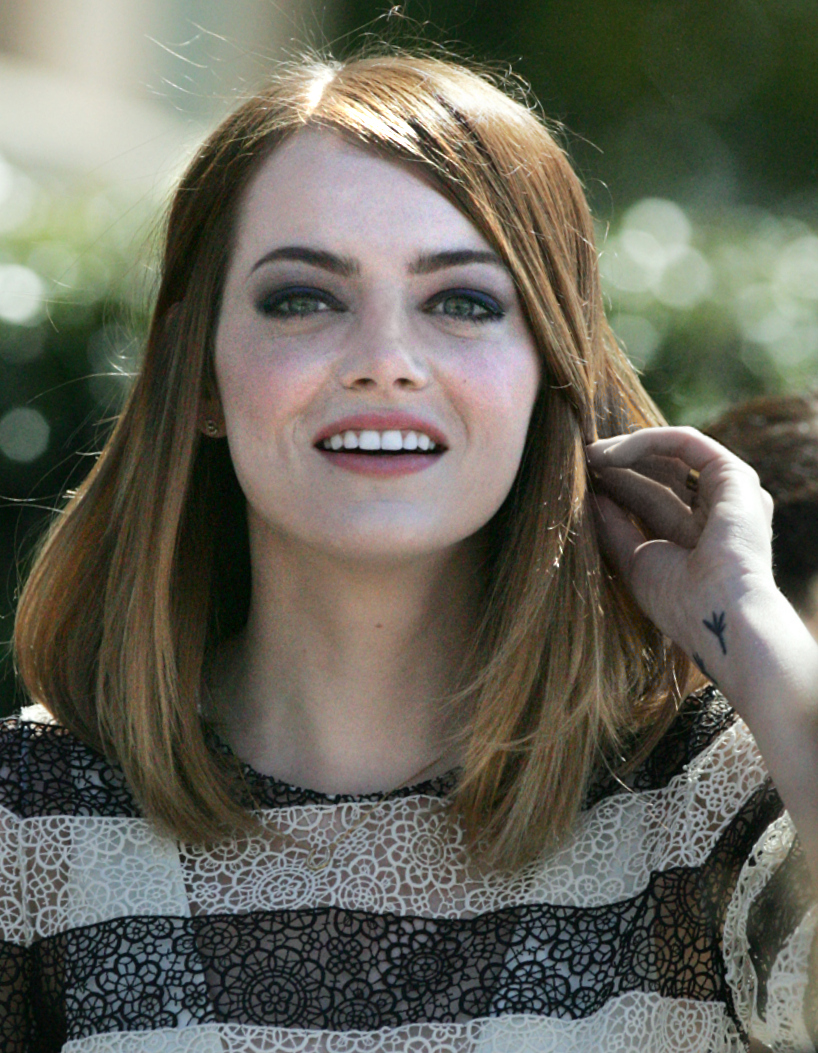
Emma Stone (2014)

Weitere Rollen spielte sie in den Anfang 2013 erschienenen Filmen Gangster Squad und Movie 43, im Animationsfilm Die Croods synchronisierte sie die Figur Eep. 2014 war sie erneut in ihrer Rolle als Gwen Stacy im Fortsetzungsfilm The Amazing Spider-Man 2: Rise of Electro zu sehen. Im selben Jahr spielte sie in Woody Allens Magic in the Moonlight, ebenso in dessen 2015 erschienenen Film Irrational Man. Ihre Rolle in Birdman oder (Die unverhoffte Macht der Ahnungslosigkeit) brachte Stone ihre erste Oscarnominierung als Beste Nebendarstellerin ein. 2016 spielte Emma Stone die weibliche Hauptrolle in dem Musicalfilm La La Land, für die sie unter anderem einen Oscar, einen Golden Globe Award und einen SAG-Award erhielt. 2019 errang sie eine weitere Oscar-Nominierung für ihre Nebenrolle in dem Historienfilm The Favourite – Intrigen und Irrsinn von Giorgos Lanthimos. Mit dem griechischen Regisseur arbeitete sie drei Jahre später auch an dem Kurzfilm Bleat (2022) und dem Spielfilm Poor Things (2023) zusammen. Für ihre Hauptrolle der Bella Baxter im letztgenannten Film gewann sie erneut den Oscar als beste Hauptdarstellerin sowie den Golden Globe Award als beste Komödiendarstellerin. Im Jahr 2024 folgte mit dem Episodenfilm Kinds of Kindness eine erneute Zusammenarbeit mit Lanthimos.
Sie war fünf Mal Gastgeberin der US-amerikanischen Fernsehsendung Saturday Night Live. Seit 2007 wird sie im Deutschen häufig von Anja Stadlober synchronisiert.

## Filmografie (Auswahl)

### Schauspielerin
- 2005: The New Partridge Family (Fernsehfilm)
- 2005: Medium – Nichts bleibt verborgen (Medium, Fernsehserie, Folge 2x05 Vier Liter Blut)
- 2006: Hotel Zack & Cody (The Suite Life of Zack and Cody, Fernsehserie, Folge 1x24 Verliebt, Stimme von Ivana Tipton)
- 2006: Malcolm mittendrin (Malcolm in the Middle, Fernsehserie, Folge 7x16 Lois Strikes Back)
- 2006: Lucky Louie (Fernsehserie, Folge 1x08 Get Out)
- 2007: Drive (Fernsehserie, Folgen 1x01–1x06)
- 2007: Superbad
- 2008: The Rocker – Voll der (S)Hit (The Rocker)
- 2008: House Bunny (The House Bunny)
- 2009: Der Womanizer – Die Nacht der Ex-Freundinnen (Ghosts of Girlfriends Past)
- 2009: Paper Man – Zeit erwachsen zu werden (Paper Man)
- 2009: Zombieland
- 2010: Marmaduke (Stimme von Mazie)
- 2010: Einfach zu haben (Easy A)
- 2010: iPhone Murder Apps (Kurzfilm)
- 2011: Crazy, Stupid, Love.
- 2011: Freunde mit gewissen Vorzügen (Friends with Benefits)
- 2011: The Help
- 2012: The Amazing Spider-Man
- 2012: iCarly (Fernsehserie, Folge 6x10 iFind Spencer Friends)
- 2012: 30 Rock (Fernsehserie, Folge 6x04 The Ballad of Kenneth Parcell)
- 2013: Gangster Squad
- 2013: Movie 43
- 2013: Die Croods (The Croods, Stimme von Eep)
- 2014: The Amazing Spider-Man 2: Rise of Electro (The Amazing Spider-Man 2)
- 2014: Magic in the Moonlight
- 2014: Birdman oder (Die unverhoffte Macht der Ahnungslosigkeit) (Birdman or (The Unexpected Virtue of Ignorance))
- 2015: Aloha – Die Chance auf Glück (Aloha)
- 2015: Irrational Man
- 2016: La La Land
- 2017: Battle of the Sexes – Gegen jede Regel (Battle of the Sexes)
- 2018: The Favourite – Intrigen und Irrsinn (The Favourite)
- 2018: Maniac (Fernsehserie, 10 Folgen)
- 2019: Zombieland: Doppelt hält besser (Zombieland: Double Tap)
- 2019: Explained: Unser Kopf (The Mind, Explained, Fernsehserie, 5 Folgen Erzählung)
- 2020: Die Croods – Alles auf Anfang (The Croods: A New Age, Stimme von Eep)
- 2021: Cruella
- 2022: Bleat (Vlihi, Kurzfilm)
- 2023: Poor Things
- 2023–2024: The Curse (Fernsehserie, 10 Folgen)
- 2024: Kinds of Kindness
- 2024: Fantasmas (Fernsehserie, Folge 1x06 The Void)
- 2025: Eddington

### Filmproduzentin
- 2022: When You Finish Saving the World
- 2023: Problemista
- 2023: Poor Things
- 2024: I Saw the TV Glow
- 2024: A Real Pain

### Videospiele
- 2012: Sleeping Dogs

## Auszeichnungen

### Auszeichnungen als Schauspielerin
| Jahr | Preis                                     | Kategorie                                 | Film                                                      | Resultat  |
| ---- | ----------------------------------------- | ----------------------------------------- | --------------------------------------------------------- | --------- |
| 2008 | Young Hollywood Awards                    | Exciting New Face                         | Superbad                                                  | Gewonnen  |
| 2009 | Detroit Film Critics Society Awards       | Bestes Ensemble                           | Zombieland                                                | Nominiert |
| 2010 | Teen Choice Awards                        | Beste Schauspielerin: Comedy              | Zombieland                                                | Nominiert |
| 2010 | Scream Awards                             | Beste Schauspielerin in einem Horrorfilm  | Zombieland                                                | Nominiert |
| 2010 | Scream Awards                             | Bestes Ensemble                           | Zombieland                                                | Gewonnen  |
| 2010 | Golden Globe                              | Beste Schauspielerin: Musical/Comedy      | Einfach zu haben                                          | Nominiert |
| 2011 | British Academy Film Award                | Rising Star Award                         |                                                           | Nominiert |
| 2011 | MTV Movie Awards                          | Beste Comedy-Darstellung                  | Einfach zu haben                                          | Gewonnen  |
| 2011 | MTV Movie Awards                          | Beste weibliche Darstellung               | Einfach zu haben                                          | Nominiert |
| 2011 | Teen Choice Awards                        | Beste Schauspielerin: Romantic Comedy     | Einfach zu haben                                          | Gewonnen  |
| 2011 | National Board of Review                  | Bestes Schauspielensemble                 | The Help                                                  | Gewonnen  |
| 2012 | People’s Choice Awards                    | Beste Schauspielerin                      | The Help                                                  | Gewonnen  |
| 2012 | People’s Choice Awards                    | Beste Schauspielerin: Comedy              | Crazy, Stupid, Love.                                      | Gewonnen  |
| 2012 | Teen Choice Awards                        | Beste Schauspielerin: Drama               | The Help                                                  | Gewonnen  |
| 2012 | Teen Choice Awards                        | Beste Schauspielerin: Comedy              | Crazy, Stupid, Love.                                      | Gewonnen  |
| 2013 | People’s Choice Awards                    | Beste Schauspielerin                      | The Amazing Spider-Man                                    | Nominiert |
| 2015 | Golden Globe                              | Beste Nebendarstellerin                   | Birdman oder (Die unverhoffte Macht der Ahnungslosigkeit) | Nominiert |
| 2015 | Oscar                                     | Beste Nebendarstellerin                   | Birdman oder (Die unverhoffte Macht der Ahnungslosigkeit) | Nominiert |
| 2015 | Nickelodeon Kids’ Choice Awards           | Favorite Movie Actress                    |                                                           | Gewonnen  |
| 2016 | Internationale Filmfestspiele von Venedig | Beste Darstellerin                        | La La Land                                                | Gewonnen  |
| 2017 | British Academy Film Award                | Beste Hauptdarstellerin                   | La La Land                                                | Gewonnen  |
| 2017 | Golden Globe                              | Beste Hauptdarstellerin: Komödie/Musical  | La La Land                                                | Gewonnen  |
| 2017 | Oscar                                     | Beste Hauptdarstellerin                   | La La Land                                                | Gewonnen  |
| 2017 | Screen Actors Guild Award                 | Beste Hauptdarstellerin                   | La La Land                                                | Gewonnen  |
| 2018 | Golden Globe                              | Beste Hauptdarstellerin: Komödie/Musical  | Battle of the Sexes                                       | Nominiert |
| 2018 | Critic Choice Movie Award                 | Beste Schauspielerin in einer Komödie     | Battle of the Sexes                                       | Nominiert |
| 2019 | Oscar                                     | Beste Nebendarstellerin                   | The Favourite – Intrigen und Irrsinn                      | Nominiert |
| 2019 | Golden Globe                              | Beste Nebendarstellerin                   | The Favourite – Intrigen und Irrsinn                      | Nominiert |
| 2022 | Golden Globe                              | Beste Hauptdarstellerin – Komödie/Musical | Cruella                                                   | Nominiert |
| 2024 | Golden Globe                              | Beste Hauptdarstellerin – Komödie/Musical | Poor Things                                               | Gewonnen  |
| 2024 | Golden Globe                              | Beste Serien-Hauptdarstellerin – Drama    | The Curse                                                 | Nominiert |
| 2024 | Critic Choice Movie Award                 | Beste Hauptdarstellerin                   | Poor Things                                               | Gewonnen  |
| 2024 | British Academy Film Award                | Beste Hauptdarstellerin                   | Poor Things                                               | Gewonnen  |
| 2024 | Screen Actors Guild Award                 | Beste Hauptdarstellerin                   | Poor Things                                               | Nominiert |
| 2024 | Oscar                                     | Beste Hauptdarstellerin                   | Poor Things                                               | Gewonnen  |
| 2024 | Oscar                                     | Bester Film                               | Poor Things                                               | Nominiert |

### Auszeichnungen für Musikverkäufe
| Goldene Schallplatte - Frankreich - 2023: für die Single City of Stars |

Anmerkung: Auszeichnungen in Ländern aus den Charttabellen bzw. Chartboxen sind in ebendiesen zu finden.
| Land/RegionAuszeichnungen für Musikverkäufe (Land/Region, Auszeichnungen, Verkäufe, Quellen) | Silber  | Gold  | Platin | Verkäufe | Quellen         |
| -------------------------------------------------------------------------------------------- | ------- | ----- | ------ | -------- | --------------- |
| Frankreich (SNEP)                                                                            | —       | Gold1 | —      | 100.000  | snepmusique.com |
| Vereinigtes Königreich (BPI)                                                                 | Silber1 | —     | —      | 200.000  | bpi.co.uk       |
| Insgesamt                                                                                    | Silber1 | Gold1 | —      |          |                 |